# Família Tarcaniota
Tarcaniota (em grego: Ταρχανειώτης; romaniz.: Tarchaneiótes; forma feminina: Tarcaniotissa em grego: Ταρχανειώτισσα; romaniz.: Tarchaneiótissa) também atestada nas formas variantes Tracaneita (Trachaneiotes), Tracaniata (Trachaniates) e Tarconiata (Tarchoniates) foi uma família aristocrática bizantina de Adrianópolis, ativa do final do século X ao século XIV, principalmente com comandantes militares. A partir do século XV alguns de seus membros foram ativos na Itália, enquanto um ramo migrou para a Rússia, onde seu nome foi russificado para Trakhaniot (em russo: Траханиот). São atestados até o século XVII. A família italiana Tarcagnota de Mondragone reclama ascendência à Paulo Tarcaniota que teria partido rumo a Itália após a Queda de Constantinopla em 1453.
O primeiro membro conhecido é Gregório Tarcaniota, catepano da Itália, que é registrado em 999 como tendo derrotado uma invasão sarracena. A origem da família é desconhecida. Tem sido sugerido que seu nome deriva da aldeia de Tarchaneion na Trácia, mas alternativas tem sido também sugeridas, como uma derivação do mongol targan, "ferreiro", sugerido por Gyula Moravcsik, ou a origem georgina que lhes é atribuída por C. Cahen. Nenhuma hipótese pode ser conclusivamente provada.
Entre os séculos XII-XIV a família aumentou sua influência na corte bizantina devido a inúmeros casamento realizados entre seus membros e os membros de outras famílias importantes como os Comnenos e paleólogos, tendo os Tarcaniotas contribuído para a usurpação de Miguel VIII Paleólogo em 1261, após a retomada de Constantinopla do Império Latino. No entanto, alguns Tarcaniotas, dentre os quais Miguel Tarcaniota, filho de Nicéforo Tarcaniota, envolveram-se no movimento chamado arsenita, que tinha como objetivo apoiar o patriarca Arsênio I que questionava a legitimidade da dinastia Paleólogo.

## Membros conhecidos

### Séculos XI-XII[2]
- Basílio Tarcaniota - patrício e antípato em 1040, vestarca e catepano em 1045, magistro e duque em 1050 e estratego em 1057.
- José Tarcaniota (m. 1074) - general na batalha de Manzicerta e duque de Antioquia.
  - Catacalo Tarcaniota - filho de José.[2] Sucedeu o pai como duque de Antioquia.[3]
- Miguel Tarcaniota - patrício e protantípato em 1075.
- Gregório Tarcaniota - protoproedro em 1083 e nobilíssimo em 1120.
- Aleixo Tarcaniota - casou-se com Eudóxia Comnena, filha de João Comneno, duque de Dirráquio e Ana Ducena.
  - João Comneno Tarcaniota
  - Ana Comnena
- Miguel Tarcaniota - protonobilíssimo em 1133.
- Constantino Tarcaniota
- João Tarcaniota - sebasto em 1165.
- Macário Tarcaniota - registrado em selo datado de 1185

### Séculos XIII-XV[2]
- Constantino Tarcaniota - estratelata em 1200.
- João Tarcaniota - registrado em um selo datado de 1208.
- Helena Tarcaniotissa - irmã de Catacalo Tarcaniota casada com o filho de João Briênio.[4]
- João Tarcaniota - registrado em um selo de 1250, três de 1267 e dois de 1275.
- Miguel Tarcaniota - casou-se com uma membro da família Filantropeno.
  - Nicéforo Tarcaniota - mestre da mesa (epi tes trapezes), comandante de Tzúrulo em 1237 e grande doméstico em 1152.[5][6]
    - Tarcaniotissa - casou-se com um membro da família Nestongo.
    - Teodora Tarcaniotissa - casou-se com Basílio Cabalário e depois com o grande estratopedarca Baladionita. Tornou-se freira com o nome Teodósia.
    - Miguel Tarcaniota - protovestiário e general.[7]
      - Tarcaniota - protosebasto.
      - Tarcaniotissa - casou-se com Aleixo Raul.
      - Aleixo Filantropeno - duque, pincerna, general e governador de Lesbos.[8][9][10][11]

    - Andrônico Tarcaniota (m. 1283) - grande conostaulo e governador de Adrianópolis.[12]
    - João Tarcaniota - general.[13]
      - Manuel Tarcaniota - morto em batalha em 1339.
- Miguel Ducas Glabas Tarcaniota - General, governador, primicério, grande papia, pincerna, grande conostaulo e protoestrator.[14][15][16]
  - Ana Tarcaniotissa - casou-se com o sebasto Andrônico Branas Ducas Ângelo Paleólogo, filho de Constantino Paleólogo.
  - Tarcaniotissa - casou-se com Andrônico Asen, filho do tsar búlgaro João Asen III (r. 1279–1280) e Irene Paleóloga.
- Manuel Tarcaniota - duque
- Constantino Tarcaniota - protoestrator e duque.